# Felsőzrínyifalva
Felsőzrínyifalva (horvátul: Gornji Kuršanec,) falu Horvátországban, Muraköz megyében. Közigazgatásilag Drávavásárhelyhez tartozik.

## Fekvése
Csáktornyától 9 km-re délnyugatra, központjától Drávavásárhelytől 6 km-re délre, Varasddal átellenben, a Dráva északi hídfőjénél  fekszik.

## Története
Kursanec települést már 1478-ban is említik "Kursouecz" alakban, mint a csáktornyai uradalom részét.
A falu az uradalommal együtt 1546-ban lett a Zrínyiek birtoka. A falu egy szomorú esemény kapcsán vált országos hírűvé. Itt történt 1664. november 18-án a Zrínyi Miklósnak a magyar és horvát történelem egyik legígéretesebb személyiségének vadászat közbeni halála. Erre emlékeztet a falu központjában található obeliszk, mely eredetileg a tragédia színhelyén egy tölgyfa alatt állt. 1920 előtt Zala vármegye Csáktornyai járásához tartozott. 1941 és 1944 között ismét Magyarország része volt.
Felsőzrínyifalva a mai is létező egykori Kuršanectől, későbbi magyar nevén  Zrínyifalvától mintegy 3 km-re nyugatra a Dráva északi hídfőjénél fekszik. Faluként 1953-óta szerepel, amikor 84 lakost számláltak itt. Akkor és 1961-ben, amikor 242 lakosa volt még a szomszédos nagyobb település Pusztafa részeként említik. 2001-ben már 755 lakosa volt. Népességének gyors gyarapodását annak köszönheti, hogy a Dráva vízének felduzzasztásával kialakított mesterséges tó, a Kursaneci-tó partján fekszik, így kedvelt üdülőhely lett. Számos hétvégi ház található itt, emellett  kirándulóhely és a fejlődő víziturizmus kedvelt terepe is. A muraközi hajósklub minden évben megrendezi az itteni regattát, emellett vitorlásiskola, búváriskola és motorcsónak vezető iskola is működik itt. A falu önkéntes tűzoltóegyletét 1974-ben alapították meg, ma 79 tagot számlál, közülük 30 fiatal.

## Nevezetességei

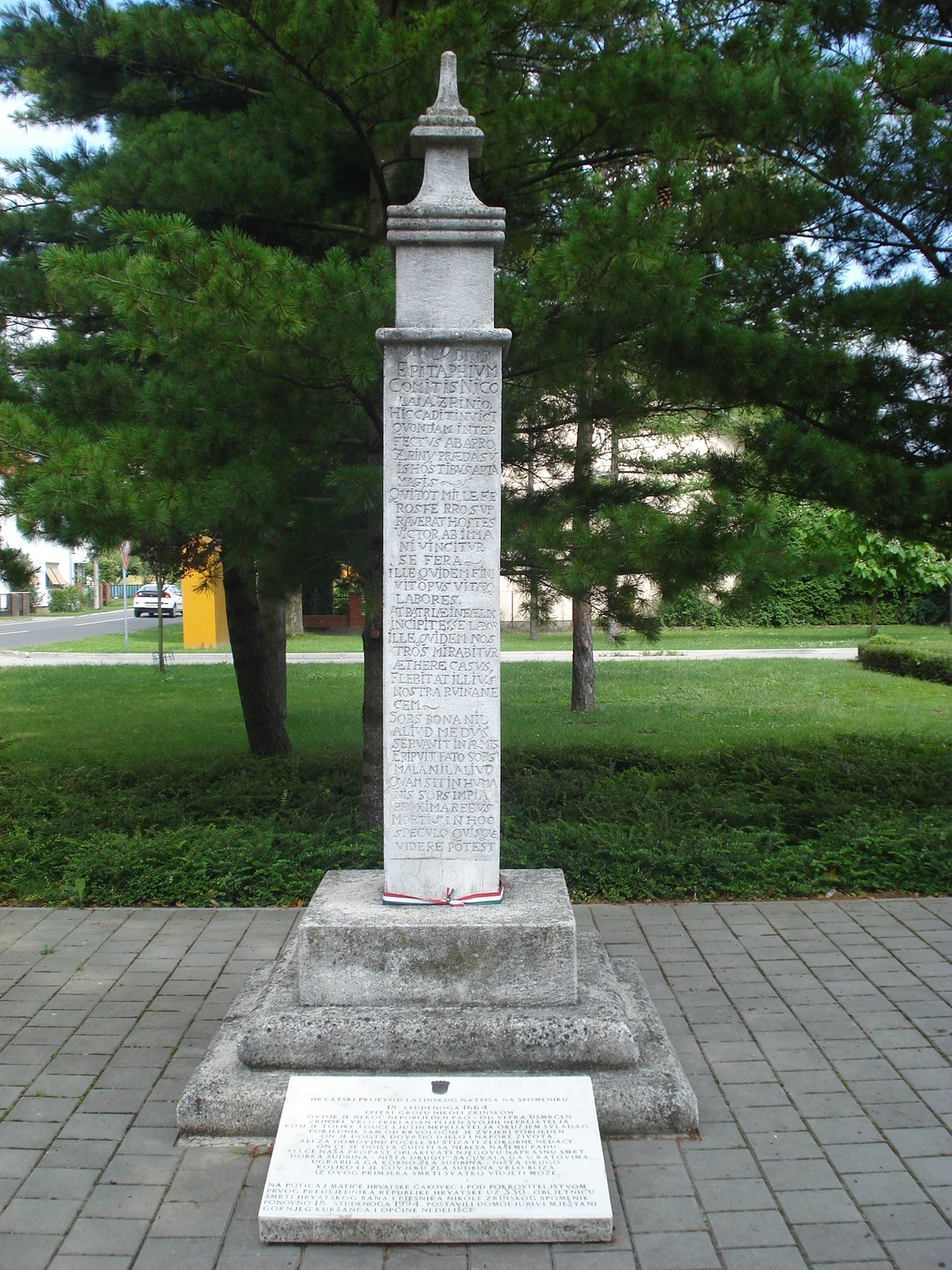
A Zrínyi-obeliszk

- Zrínyi-obeliszket 1724-ben a szép Pignatelli Belliguardo Anna grófné, Csáktornya urának Althan grófnak a felesége emeltette a költő és hadvezér halálának a helyén a kursaneci erdőben. Később az elhagyatott helyről a falu központjába hozták. Latin nyelvű szövege megemlékezik arról, hogy itt halt meg a győzhetetlen Zrínyi, aki vaddisznó prédája lett, bár inkább ellenség keze által kellett volna elesnie. A jó szerencse megvédte a harcok közepette, de a rossz sors mégis elragadta. Sorsában mindenki az emberi végzet közelségét láthatja. Az obeliszknél a Zrínyi-gárda tart évente megemlékezést.
- A Nagyboldogasszony tiszteletére szentelt kápolnája 1999-ben épült. A drávaújfalui plébániához tartozik.

## Külső hivatkozások
- Drávavásárhely hivatalos oldala (horvát nyelven)
- Felsőzrínyifalva Drávavásárhely turisztikai honlapján
- A felsőzrínyifalvai Zrínyi-emlékoszlop története és leírása
- A Zrínyi-gárda honlapja